# 池田の桟敷
池田の桟敷（いけだのさじき）は、香川県小豆島町にある石垣造の野天桟敷である。国の重要有形民俗文化財。

## 概要
池田の桟敷は、亀山八幡宮の秋の例祭で神輿や太鼓台の練りを観覧するために築かれたとされる。
建築年代については亀山八幡宮古図面から江戸時代後期の1855年あるいは1812年以前と推定されている。
桟敷の位置は城山麓で、この地形を活かして斜面に沿って切石積の奥行き3m×8段の桟敷が設けられている。その全体の規模は長さ80m、最高部18mに及ぶ。
かつては、桟敷のひとつひとつに所有権があり、売買できる仕組みができていた。

## 交通アクセス
- 池田港（東端）から徒歩2分
- 小豆島オリーブバス「池田港」バス停（フェリーターミナル近く）から徒歩10分

## 画像

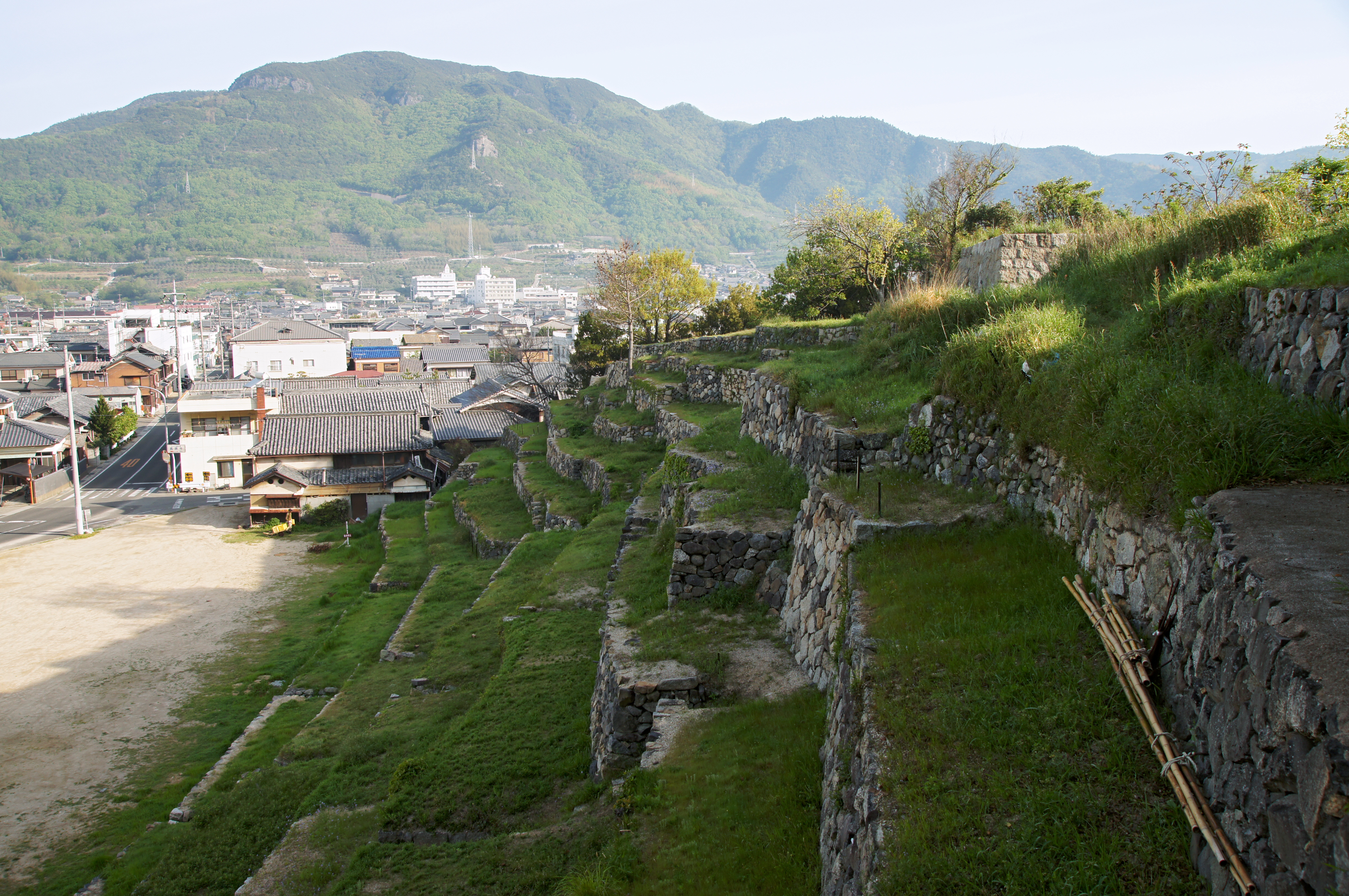

## 周辺
- 小豆島オリーブ公園